# Eurhadina anurous
Eurhadina anurous är en insektsart som beskrevs av Zhang och Xiao 2000. Eurhadina anurous ingår i släktet Eurhadina och familjen dvärgstritar. Inga underarter finns listade i Catalogue of Life.